# Cippi di Corobiolo
I cippi di Corobiolo (o stele di Corobiolo) sono due stele epigrafiche cuspidate in marmo di Botticino situate in località Corobiolo, nel comune di Casalmoro, in provincia di Mantova.
I due cippi in pietra del 1760, alti due metri, sono collocati in aperta campagna, a quel tempo parte della "Quadra di Asola".
Sul primo cippo in alto è scolpito il Leone di San Marco, andante verso sinistra, che sorregge il tradizionale vangelo di San Marco aperto. Sotto è scolpita la trascrizione di un editto penale (lettera ducale) del 25 febbraio 1760 in nome del doge Francesco Loredan in favore del nobile asolano Marcantonio Mangeri, contro qualsiasi turbativa o danneggiamento e a tutela dei terreni di sua proprietà situati nella zona.
Sul secondo cippo, a breve distanza dal primo, è scolpito lo stemma della famiglia Mangeri, beneficiaria dell'editto dogale.

## Galleria d'immagini

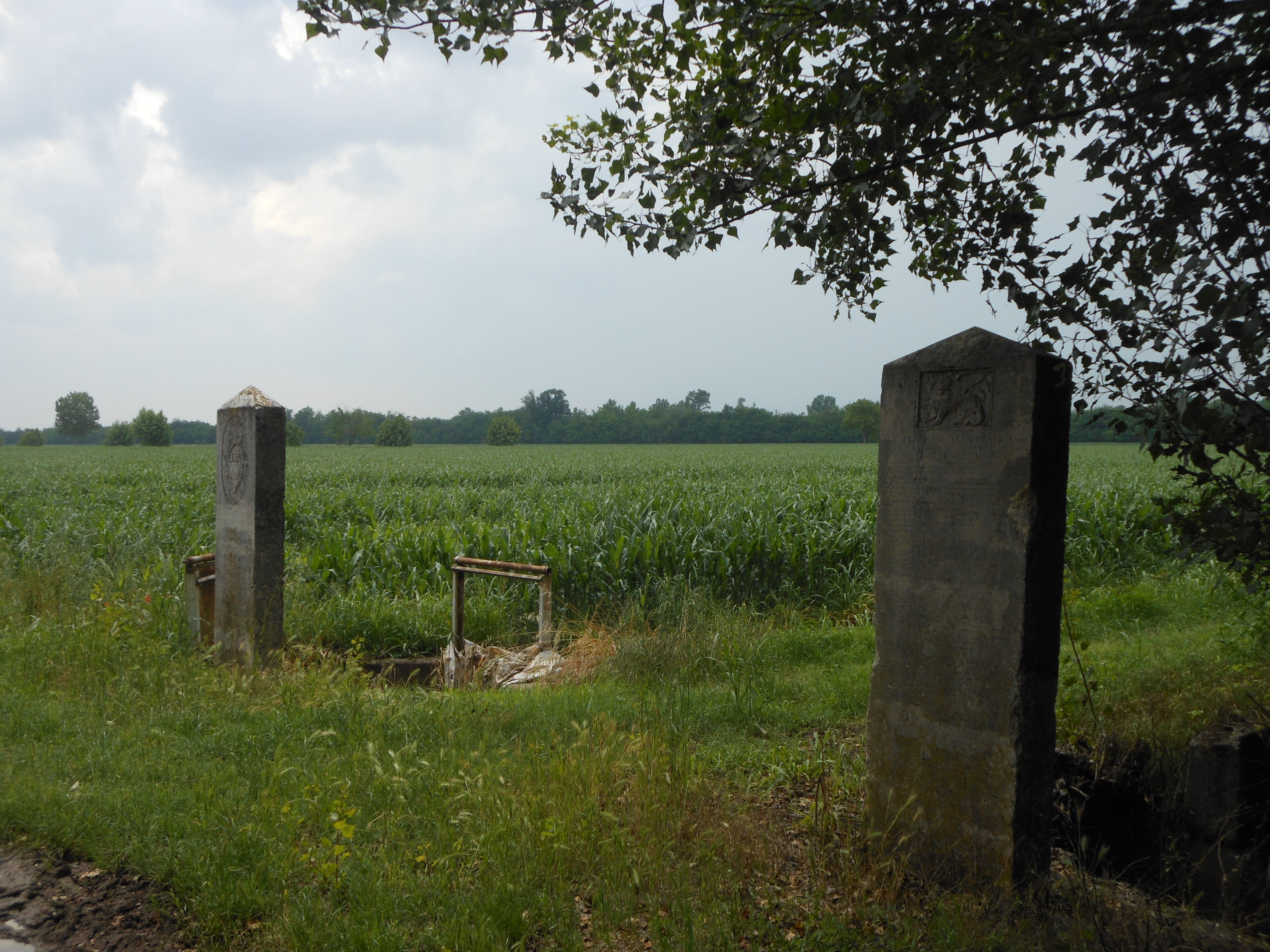
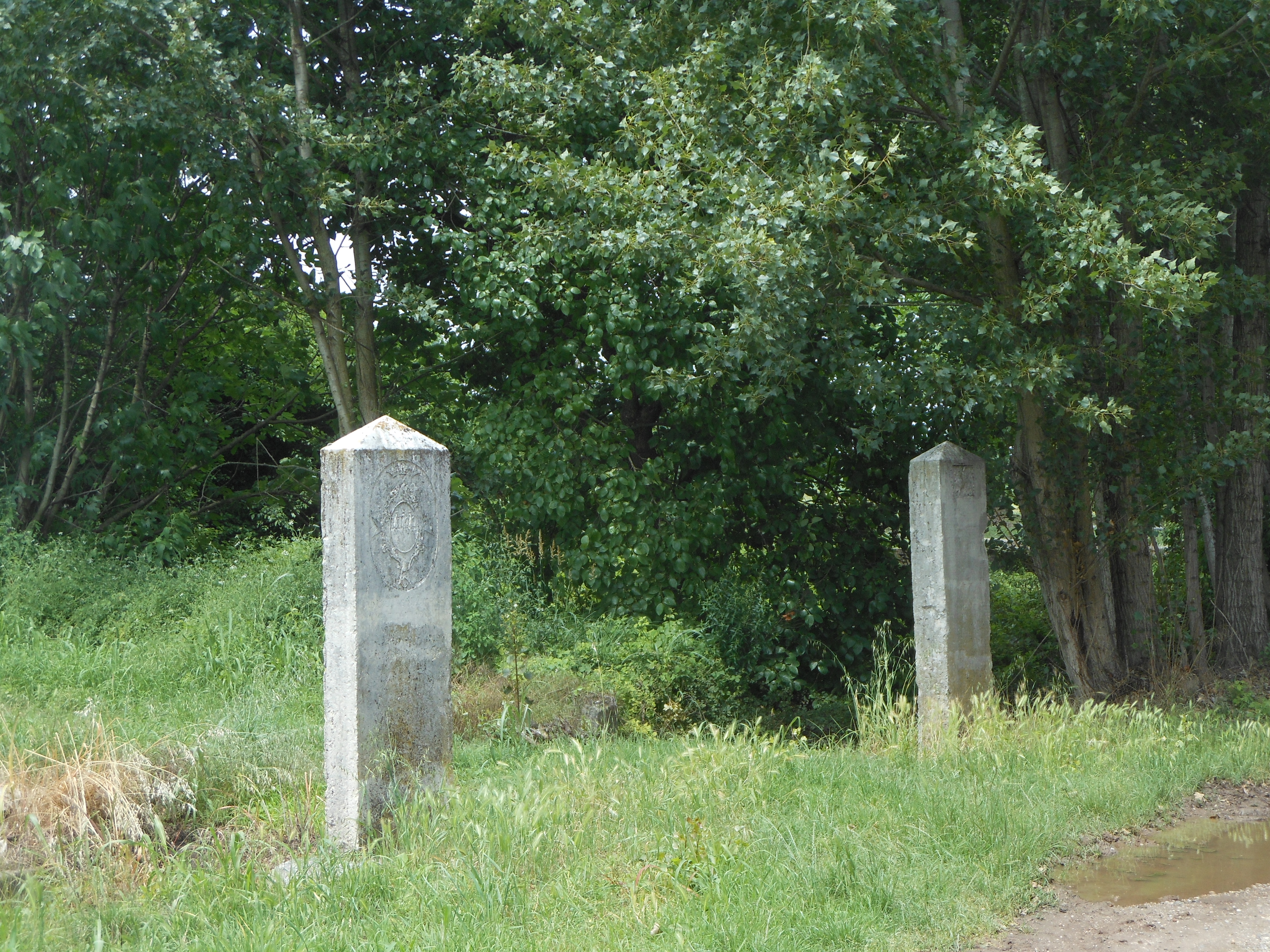
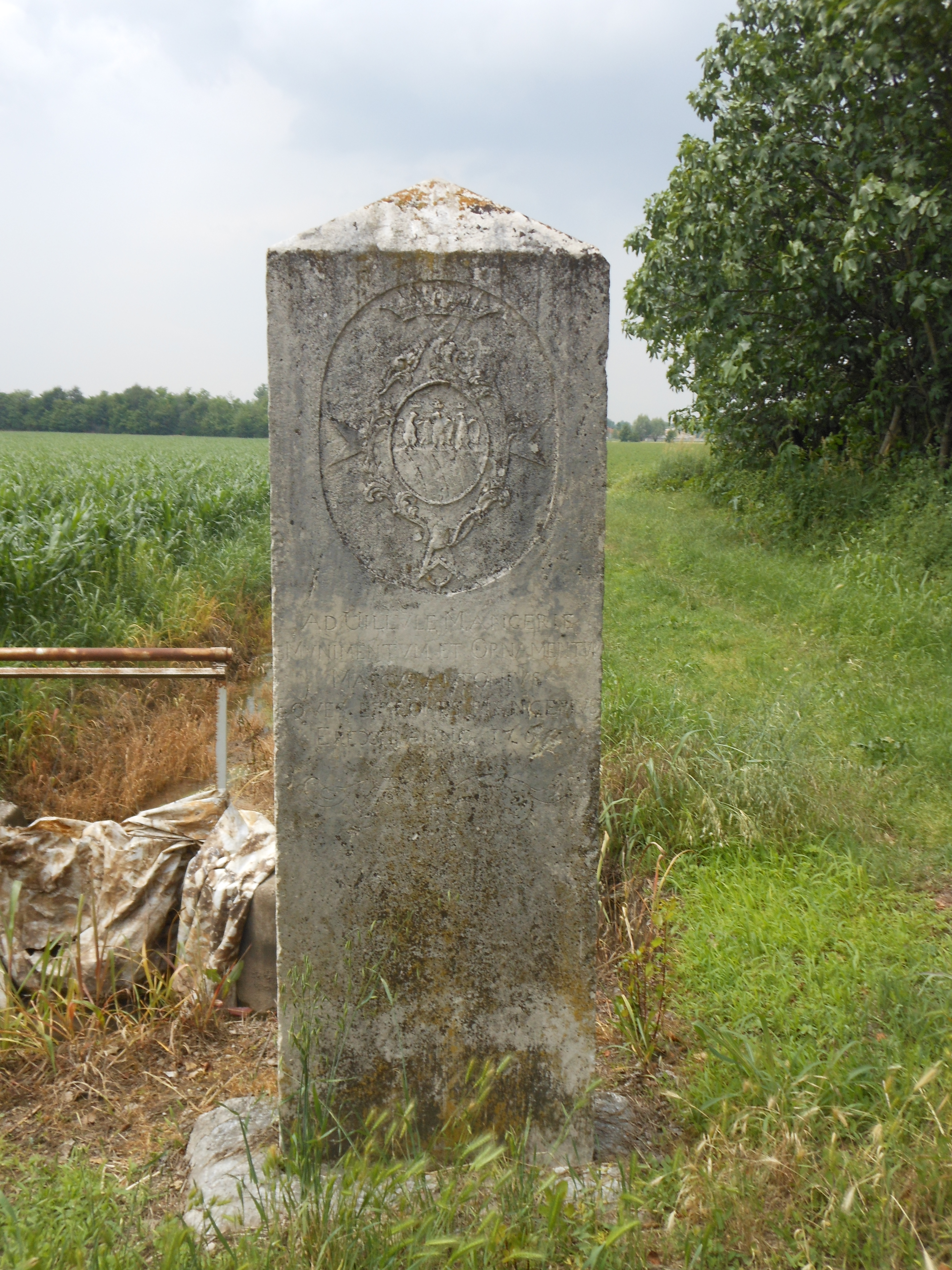
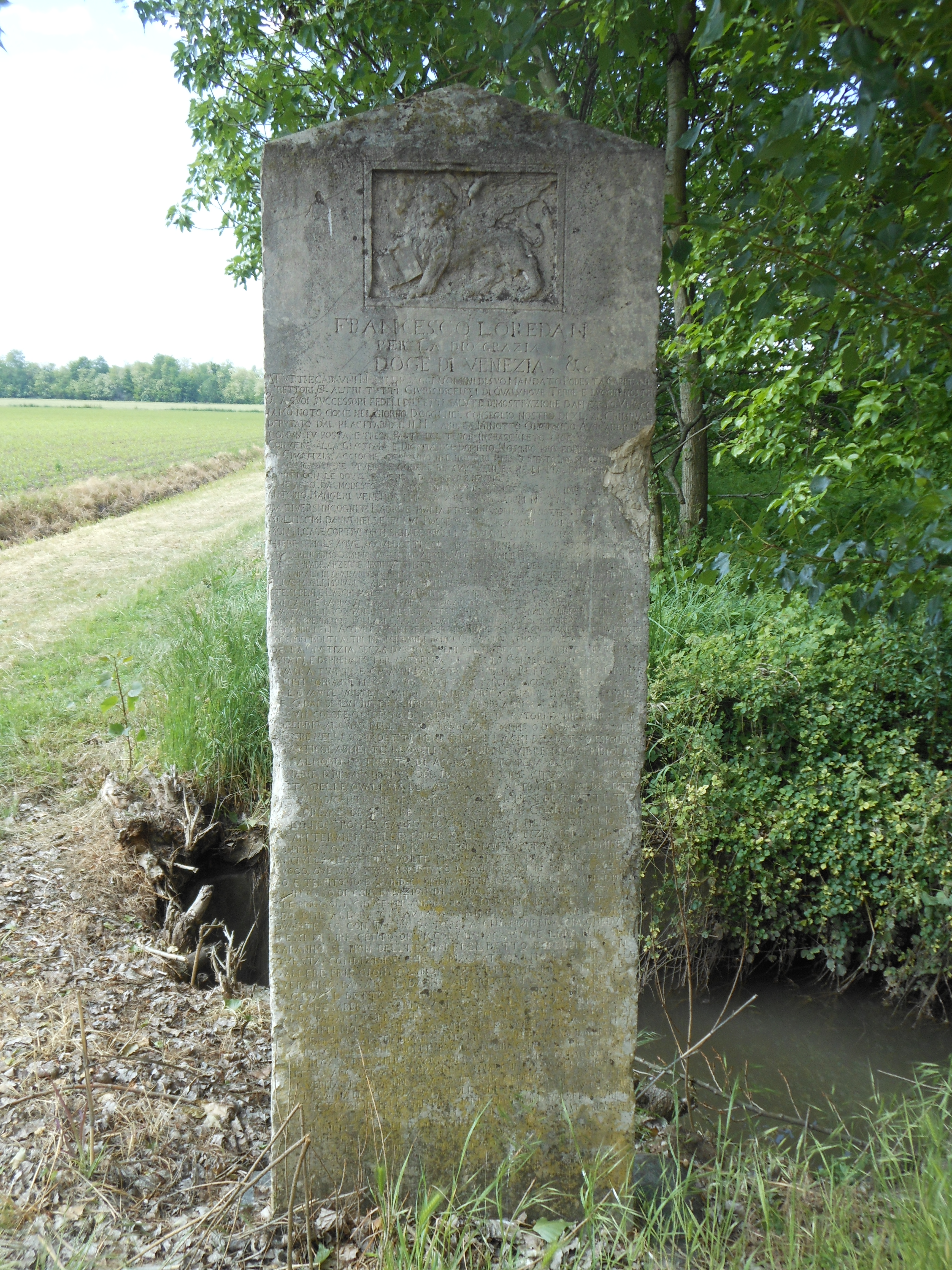